# رايز أوف ذا رونين
رايز أوف ذا رونين (باليابانية: ライズ オブ ザー ローニン) (بالإنجليزية: Rise of the Rōnin)، وتعني، نهوض الرونين، هي لعبة أكشن تقمص أدوار، من تطوير شركة كوي تيكمو بواسطة الاستوديو التابع تيم نينجا، ونشر سوني إنتراكتيف إنترتينمنت، صدرت على منصة بلاي ستيشن 5 بتاريخ 22 مارس 2024. تقع أحداث اللعبة في فترة باكوماتسو.

## اللعب
تسمح اللعبة للاعب، بإنشاء شخصية مخصصة. يتميز القتال بمجموعة واسعة من الأسلحة الشائعة خلال حرب بوشين، مثل الكاتانا والأسلحة النارية المختلفة بفترة حرب بوشين. تتميز اللعبة باختيارات باللقصة في اللحظات الرئيسية، مما يسمح للاعبين بالوقوف إلى جانب شخصيات مختلفة من غير اللاعبين أو القتال ضدها، مما يؤثر على القصة. يمكن استكشاف المدن التاريخية كيوكوهاما وكيوتو وإيدو، فضلاً عن المناطق الريفية. يمكن ايضاً استعمال وسائل مختلفة، مثل الحصان أو الخطاف أو الطائرة الشراعية. تتميز اللعبة أيضًا بالقدرة على التبديل بين ثلاث صعوبات، بالإضافة إلى وضع اللعب الجماعي التعاوني لثلاثة لاعبين.

## القصة
ستقع أحداث اللعبة في إيدو، في أواخر القرن التاسع عشر خلال باكوماتسو، السنوات الأخيرة من فترة إيدو. ستصور اللعبة حرب بوشين بين شوغونية توكوغاوا ومختلف الفصائل المناهضة للشوغون المستاءة من النفوذ الغربي بعد إعادة فتح اليابان قسرياً في أعقاب فترة ساكوكو.

## تطوير
بدأ تطوير اللعبة في عام 2015 بمساعدة استوديو اكس ديف التابع لستوديوهات بلايستيشن. وفقًا لمخرج اللعبة ياسودا، فإن رايز اوف ذا رونين هو المشروع الأكثر طموحًا بتاريخ فريق تيم ننيجا.